# Celaru
Celaru est une commune roumaine située dans le județ de Dolj.